# فرویو، شهرستان مارشال، ویرجینیای غربی
فرویو (به انگلیسی: Fairview) یک منطقهٔ مسکونی در ایالات متحده آمریکا است که در شهرستان مارشال، ویرجینیای غربی واقع شده‌است. فرویو ۴۱۷٫۸۹ متر بالاتر از سطح دریا واقع شده‌است.